# Круг (фильм, 2015)
«Круг» (англ. Circle) — американский научно-фантастический психологический фильм ужасов 2015 года, инди-триллер.

## Сюжет
Пятьдесят человек приходят в себя в незнакомом месте в затемнённом помещении. Эти люди — разного пола, возраста, расы, вероисповедания, социального уровня. Все они стоят внутри небольших красных кругов, сами круги, в свою очередь, в два ряда образуют круги вокруг какого-то чёрного купола. Быстро выясняется, что покидать эти маленькие круги нельзя, также нельзя прикасаться друг к другу — в этом случае сначала звучит предупреждающий сигнал, а в случае продолжающегося нарушения «правил игры» из чёрного купола выплёскивается луч смерти, мгновенно убивающий человека. Трупы незамедлительно оттаскиваются кем-то (или чем-то) в неосвещённую глубину помещения.
Также быстро выясняется, что каждые две минуты один из них убивается лучом смерти; с помощью жестов люди могут выбирать, кто умрёт следующим. За самого себя голосовать нельзя, если бойкотировать голосование, то один из присутствующих убивается случайным образом.
Попавшие в ловушку пытаются разобраться в ситуации, вспомнить предшествующие похищению события, но времени очень мало. Поэтому коллектив начинает «убивать» самых старых среди них, выигрывая себе по две минуты после каждой смерти. Когда «заводила» предлагает убить 52-летнюю женщину (более пожилых к тому времени уже не осталось), коллектив, не считающий её «старой», начинает испытывать к нему антипатию, и как следствие новоявленный «лидер» погибает следующим.
Поначалу создаётся впечатление, что все эти люди незнакомы друг с другом, однако впоследствии выясняется, что здесь есть муж и жена (они стоят рядом; позднее выяснится, что они солгали о себе); любовник и любовница; полицейский и преступник, которого он когда-то задерживал.
Тем временем группа избирает новую тактику затягивания времени: расовую. Большинство голосует на негров и азиатов. Однако вскоре коллектив устраняет полицейского, который начал горячо разглагольствовать в поддержку этой «расовой тактики». Вскоре пленники обнаруживают, что возможна «ничья»: если двое (реже — больше) из них получили равное количество голосов. В таком случае эти кандидаты окутываются столбом жёлтого цвета, и коллектив должен всё-таки выбрать кто из них умрёт.
Среди участников находится несколько «добровольцев», которые выходят за пределы круга, не желая жить (по разным причинам), и это даёт оставшимся дополнительные минуты на поиски выхода из западни.
Некоторые из пленников прибегают к «психологической обработке» коллектива, чтобы большинство проголосовало за избранную им «жертву» (и, следовательно, не за него самого). Например, мужчина обвиняет стоящую рядом с ним симпатичную девушку в том, что у неё искусственная грудь и вообще она порноактриса; юрист-гомофоб выносит на всеобщее обозрение историю о том, что одна из стоящих здесь девушек — лесбиянка.
Изрядно поредевший коллектив распадается на два блока. Ключевые фигуры, вокруг которых идёт дальнейшее повествование — беременная девушка и 10-летняя девочка. Лидер одного блока призывает пожертвовать собой, чтобы спасти их; лидер второго, наоборот, считает, что их обеих надо устранить как можно быстрее, так как они «сильные игроки» и если их не убить, то они с большой вероятностью «дойдут до финала». Некоторые «участники» колеблются в выборе своего блока, или даже мгновенно примыкают то к одному, то к другому, внося непредсказуемость в выбор следующей жертвы.
В итоге в живых остаются трое: юноша по имени Эрик, беременная и девочка. Несмотря на красивые «самопожертвенные» речи, Эрик обманом устраняет их обеих. Затем его ждёт сюрприз: нерождённый ребёнок в животе убитой тоже, оказывается, имеет «право голоса», над юношей и телом беременной возникают жёлтые столбы ничьи, но Эрик справляется с устранением последнего «конкурента».
Эрик приходит в себя в родном Лос-Анджелесе на берегу канала. Он поднимается, выходит на улицу и присоединяется к группе прохожих, которые заворожённо смотрят на флотилию инопланетных летающих тарелок, висящих над городом. Эти прохожие (их человек десять) также разнообразны по полу, возрасту и расе, как и его недавние «спутники»; центральное место в этой группе занимает беременная женщина.

## В ролях
Перечислены 50 актёров и актрис, в порядке указания в титрах. Нарушая традиции, имена исполнителей ролей в картине указаны не в порядке убывания «важности роли», а в алфавитном порядке, сортировка по личному имени (не по фамилии). Единственное кажущееся исключение: Mustafa Speaks указан после Cesar Garcia и перед Daniel Lench — так как в этом фильме в титрах он указан под псевдонимом Coley Speaks. Примерно 80 % из этих актёров и актрис практически или совершенно неизвестны зрителю, так как являются непрофессионалами, для многих эта лента осталась единственной в их кино-копилке. Исполняемые роли указаны в соответствии с титрами.
- Аллегра Мастерс — беременная девушка
- Эйми МакКэй — Бет
- Эшли Ки — молодая девушка
- Отам Федеричи[англ.] — женщина № 4
- Билл Льюис — самый старый мужчина
- Брент Стифел[3] — юноша
- Кэмерон Круз[4] — парень
- Картер Дженкинс — студент колледжа
- Цезарь Гарсиа — мужчина в татуировках
- Мустафа Спикс[5] — афроамериканец
- Дэниел Ленч — богач
- Дэниел Йелски — Шон
- Дэвид Риверз[англ.] — Брюс
- Давид Сауседо — испанец
- ДеМарис Гордон — старушка № 2
- Эмильо Россаль — мужчина № 3
- Фэй ДеУитт — старушка
- Флойд Фостер-мл. — старик № 2
- Глория Сандовал — иностранка
- Хан Нах Ким — девушка-азиатка
- Говард С. Миллер — Говард • старик-лжец
- Жаклин Хьюстон — доктор
- Джейми Ли Редмон — девушка-подросток
- Джей Хокинс — паникёр
- Джон Эдвард Ли — счетовод
- Джорди Виласусо[англ.] — солдат
- Джули Бенц — жена
- Каиви Лайман-Мерсеро[англ.][6] — бородач
- Кевин Шеридан — мужчина № 1
- Курт Лонг — священник[7]
- Лоренс Као[англ.] — подросток-азиат
- Леандра Терраццано — женщина № 2
- Лиза Пеликан — женщина, победившая рак
- Марк Седрик Смит — пилот
- Марисоль Рамирес — женщина № 1
- Мэтт Корбой[англ.] — муж
- Мерси Малик — лесбиянка
- Майкл ДиБакко — полицейский
- Майкл МакЛафферти — юрист
- Майкл Нарделли[англ.][3] — Эрик
- Молли Джексон — маленькая девочка
- Манир Кэтчи — молчун
- Насрин Мохаммеди — мусульманка
- Ривка Ривера — переводчица (с испанского)
- Рене Эгер — атеист
- Рори Апхолд[англ.] — женщина № 3
- Сара Сандерсон — симпатичная девушка • Кристина
- Шейн Спалионе — мужчина № 2
- Ви Кумари[8] — тихоня
- Закари Джеймс Рукавина — однорукий

## Создание и показ
Режиссёрами и сценаристами картины выступили малоизвестные кинематографисты Аарон Хэнн и Марио Мисчионе. На сценарий фильма повлияла, по их словам, лента 1957 года «12 разгневанных мужчин». Предпроизводство заняло около трёх лет.
Продюсер и один из исполнителей главных ролей фильма Майкл Нарделли сказал, что был впечатлён способностью сценария охватить политические, социальные и психологические проблемы. Сравнивая картину с «Кубом» (1997), он сказал, что «Круг» даёт больше ответов и более окончательный финал. Хэнн и Мисчионе хотели затронуть актуальные проблемы и придать фильму циничный оттенок антагонизма.
Основные съёмки начались в феврале 2014 года и продолжались всего две недели. Все сцены были раскадрованы перед съёмками, и режиссёры считали себя полностью подготовленными; несмотря на это, они всё равно сталкивались с проблемами, поскольку все актёры (поначалу — 50, но с каждой сценой количество оставшихся в живых персонажей сокращалось) должны были быть доступны для каждой сцены. Актёрский состав сталкивался с моральными трудностями во время съёмок, так как лента изобилует «психологическими крайностями».
О персонажах ленты её создатели сказали так: «Смысл того, чтобы собрать пятьдесят человек в круг, заключался не в том, чтобы пятьдесят белых людей орали друг на друга. Мы хотели продемонстрировать широкое разнообразие Лос-Анджелеса, а также страны и мира. На каждом этапе пути мы обсуждали, какие роли мы можем сделать более разнообразными?»
Премьера «Круга» состоялась 28 мая 2015 года на Международном кинофестивале в Сиэтле. Затем в течение четырёх лет он был официально показан в других примерно двадцати странах, в подавляющем большинстве случаев через интернет-сервисы, без выхода на широкий экран, показа по телевидению или выхода на DVD.
После выхода фильма на Netflix сценаристы-режиссёры открыли обратную связь со зрителями «вопрос-ответ» на Reddit. В частности, они рассказали о художественных и материально-технических причинах съёмок в одном помещении и преимуществах использования неизвестных актёров.

## Критика
- На агрегаторе рецензий Rotten Tomatoes 57 % рецензий оценивают «Круг» положительно, средний рейтинг — 4,2 из 10[13].
- The Hollywood Reporter. «… это драма в стиле „Сумеречной зоны“, которая работает лучше, чем ожидалось…»[14]
- City Arts Online. «Фильм мастерски создает саспенс, и есть что-то забавное в том, чтобы попытаться собрать воедино всё, что происходит по мере продвижения каждого предполагаемого исполнения»[15].
- Ain't It Cool News[англ.]. «… хотя фильм больше похож на набросок, а не на полностью реализованную концепцию, он наводит на размышления и оставляет много места для обсуждения и изучения… Сюжет фильма немного шаткий — короткое время не даёт персонажам возможности дышать и реагировать, прежде чем перейти к более социологическим элементам истории, поэтому в начале он кажется немного поспешным, когда набирает обороты…»[16]
- Queen Anne & Magnolia News. «Несмотря на то, что попытки фильма решить социальные проблемы сделаны прекрасно, если бы в конце осталась небольшая неопределённость, финал получился бы более сильным»[17].
- Screendaily.com[англ.]. «„Круг“ — это один из самых уникальных сценариев, которые мы читали за последние несколько лет… В нём исследуется состояние человека так, как мы никогда раньше не видели. По сути, это „12 разгневанных мужчин“ с тайной и мифологией некоторых из величайших эпизодов „Сумеречной зоны“»[18].

## Синопсисы
- Сайт Международного кинофестиваля в Сиэтле даёт такой синопсис фильма: «Могли бы вы доверить свою жизнь присяжным, состоящим из ваших коллег? Участники таинственной смертельной игры должны принимать мучительные решения, разрабатывая стратегию выживания в этом психологическом научно-фантастическом триллере»[2].
- Сайт Deadline Hollywood говорит так: «В фильме — 50 незнакомых друг с другом людей, собранных вместе, которые вынуждены выбирать среди себя единственного человека, заслуживающего жизни, сталкивая группу экономически, поколенчески, социально и религиозно, когда они сталкиваются с общей ответственностью за существование друг друга»[1]. «„Круг“ — это ещё один пример независимого триллера, который осмелился интеллектуально бросить вызов зрителям, одновременно создавая захватывающий и лично влияющий опыт… Фильмы, которые бросают вызов норме, — это то, к чему мы стремимся здесь, в FilmBuff, и мы горды тем, что сыграли роль в том, чтобы помочь этому фильму найти свою аудиторию»[1].
- Ресурс Ain't It Cool News[англ.] пишет: «Остроумная научно-фантастическая пьеса о морали, которая просит нас изучить некоторые глубинные недостатки и тёмные уголки общественных конструкций… Группа незнакомых друг с другом людей внезапно приходят в себя и обнаруживают, что стоят в кругу вокруг странного устройства. Эта штуковина испускает смертоносные лучи через равные промежутки времени, убивая одного из них при попадании. Благодаря дедукции, экспериментам и небольшой удаче они выясняют, что могут контролировать направление луча с помощью системы голосования, основанной на жестах, и что они полностью контролируют, на кого нацелено устройство, когда оно сработает. Тогда возникает вопрос, кто должен жить, а кто умереть, поскольку группа постепенно сокращается, человек за человеком… Это интересный фильм, который использует свою предпосылку для изучения самых уродливых сторон общества и человеческой природы… Некоторым членам этого сборища не требуется много времени, чтобы превратиться в законченных придурков, ставящих себя выше других членов группы, основываясь на поверхностных предрассудках и допущениях. К счастью, самые большие придурки группы пожинают то, что посеяли, и вскоре оказываются под ударом луча смерти просто за то, что они придурки. Это своего рода самое страшное реалити-шоу за всю историю — то, которое на самом деле дает власть участникам и позволяет им манипулировать своими сотоварищами и уничтожать их в массовом масштабе»[16].